# Ohrenbach (Auerbach)
Ohrenbach ist ein Gemeindeteil der Stadt Auerbach in der Oberpfalz im Landkreis Amberg-Sulzbach in Bayern.

## Lage
Das Dorf liegt etwa 3,3 Kilometer nördlich der Stadt Auerbach. Zu erreichen ist der Ort über die Kreisstraße AS 43.
Die Nachbarorte im Uhrzeigersinn sind Gunzendorf, Ortlesbrunn, Reichenbach, Saaß, Hammerberg und Steinamwasser.
Durch Ohrenbach verläuft der Fränkische Marienweg.

## Beschreibung

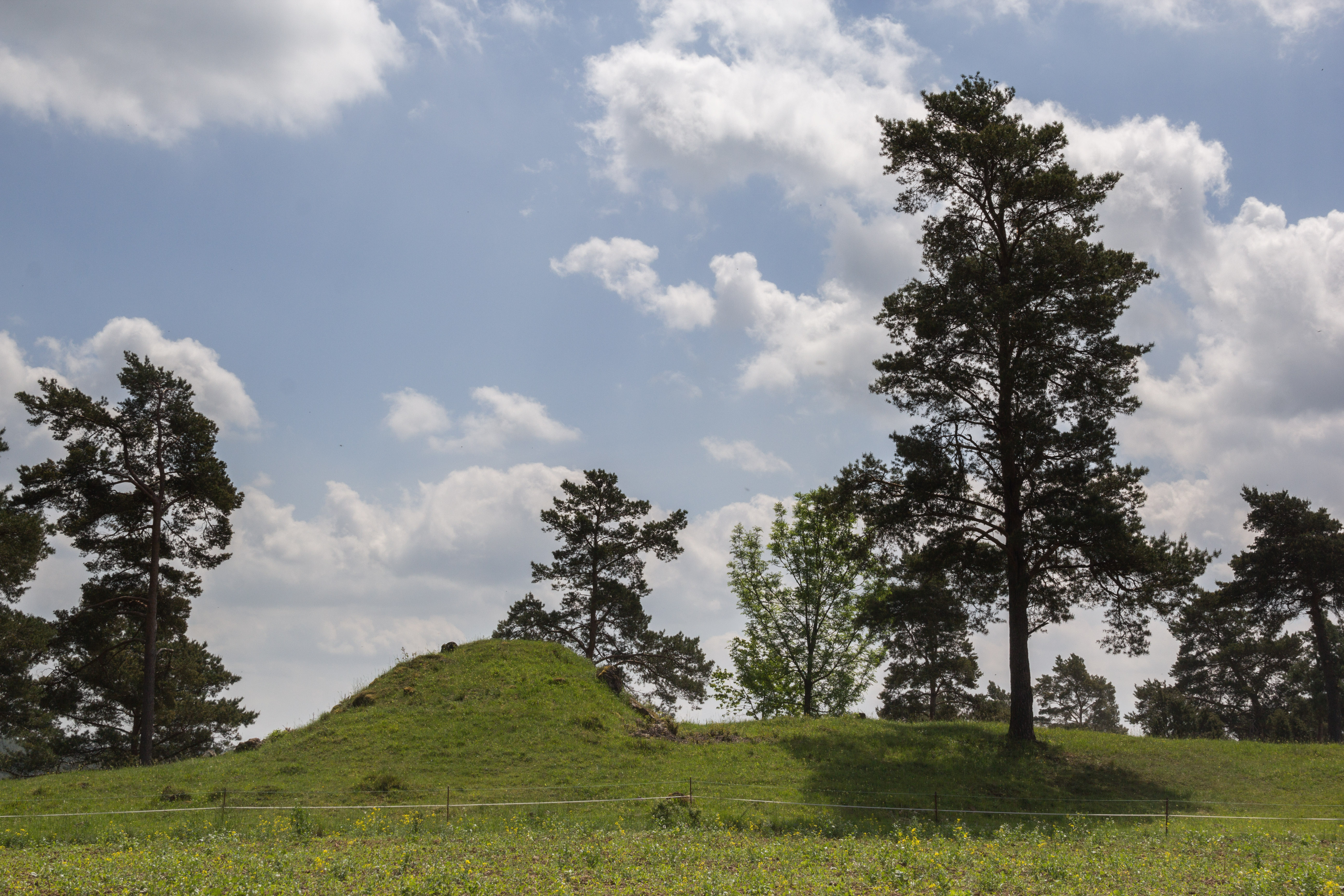
Eine Weide bei Ohrenbach

Der Ort ist ländlich geprägt und hat keine Einkaufsmöglichkeiten. Im Ort befindet sich eine Kapelle aus dem 19. Jahrhundert.
In einem überlieferten Zeugnis des Dorfes heißt der Ortsname „Ahornbach“. Er bedeutet eine Ansiedlung an einem Bach mit Ahornbäumen.
Der namensgebende "Ohrenbach" entspringt östlich der Ortschaft.